# Cultuurcentrum (Vlaanderen)
Een cultuurcentrum (CC) of cultureel centrum is een instelling in Vlaanderen gesubsidieerd door verschillende bestuursniveaus. De Vlaamse overheid subsidieert via het Vlaams ministerie Cultuur, Jeugd, Sport en Media. Daarnaast zijn er ook meestal subsidies van de provincie en zeker ook van het gemeentelijke niveau. 
Een cultuurcentrum heeft tot doel de (lokale) bevolking te laten kennismaken met de enorme creativiteit van de mensheid op verschillende vlakken zoals toneel, dans, zang, muziek, theater en vele andere (podium-)kunsten.

 De uitbouw van een netwerk van cultuurcentra in de meeste steden van Vlaanderen was een direct gevolg van de eerste fase (1970) van de staatshervorming, met de culturele autonomie voor Vlaanderen. Minister van Nederlandse cultuur Frans Van Mechelen stimuleerde actief de uitbouw van de Vlaamse cultuurcentra.
Cultuurcentra werden ingedeeld in drie categorieën:
- Categorie A: de centrumgemeenten in de regionaalstedelijke gebieden
- Categorie B: de centrumgemeenten in de structuurondersteunende kleinstedelijke gebieden
- Categorie C: de centrumgemeenten in de kleinstedelijke gebieden op provinciaal niveau
- Grootstad: Hieronder vallen Brussel, Antwerpen en Gent

Deze onderverdeling beïnvloedde vroeger de subsidiëring, maar heeft geen decretale basis meer. Toch wordt de indeling in de praktijk nog gebruikt.
In cultuurcentra werken professionals die het cultuurlandschap in Vlaanderen en ver daarbuiten goed kennen en een cultuuraanbod realiseren zowel voor de gewone man als de gepassioneerde cultuurliefhebber.
Naast de verdiende aandacht voor zowel binnenlandse als buitenlandse gevestigde waarden in uiteenlopende genres, krijgt nieuw talent al dan niet van eigen bodem van tijd tot tijd de kans om hun kunnen voor te stellen en zich te profileren.
Sommige cultuurcentra stellen hun infrastructuur ten dele ter beschikking van allerhande lokale (sociaal-)culturele verenigingen om activiteiten te organiseren wanneer zij anders zouden kampen met huisvestingsproblemen. Zo kan er bijvoorbeeld een oefenruimte voorzien zijn voor een plaatselijke toneelkring of orkestje enz..
De Vlaamse cultuurcentra zijn over het algemeen beschouwd vrij succesvol en lokken meestal een enthousiast publiek dat zich al dan niet abonneert en geregeld voorstellingen bijwoont.
Zowat elke Vlaamse stad of gemeente beschikt over een cultuurcentrum. Deze wijde verspreiding biedt aan zeer velen de kans om cultuur echt te gaan beleven en maakt, onder meer algemeen minder bekende of gewaardeerde cultuuruitingen waarvan de aanbieders menen dat deze echt wel een toegevoegde waarde hebben of kunnen hebben, toegankelijker voor de grote massa. Samen vormen de cultuurcentra een erg breed venster op cultuur.